# FilmBox Live
FilmBox Live – płatna interaktywna telewizja internetowa i serwis typu wideo na życzenie. Początkowo Kino Polska TV nawiązała współpracę z ipla, dzięki czemu w internetowej telewizji udostępniony został pakiet FilmBox Live, który zawierał 8 kanałów tematycznych dostępnych na żywo w live streamingu oraz filmy w modelu VOD. Później oferta została skierowana do użytkowników internetu, wybranych telewizorów typu Smart TV oraz urządzeń mobilnych.
W zależności od operatora serwis FilmBox Live jest dostępny z różną ofertą kanałów na żywo oraz filmów w kolekcji.

## Telewizje na żywo
Aplikacja intetnetowa:
- Kino Polska
- Kino Polska Muzyka
- FilmBox
- FilmBox Extra
- FilmBox Arthouse HD
- FightBox HD
- DocuBox HD
- FashionBox HD
- Fast & FunBox HD
- 360 TuneBox

## Materiały VOD
Biblioteka VOD zawiera materiały wideo zarówno polskich i zagranicznych filmów, seriali, programów dokumentalnych.